# Liste von Jazzfestivals in Deutschland, Österreich und der Schweiz
In der Liste von Jazzfestivals in Deutschland, Österreich und der Schweiz sind Jazz-Veranstaltungen aufgeführt, die in diesen Ländern und in den angrenzenden Regionen Elsass, Lothringen, Südtirol sowie in Luxemburg regelmäßig stattfinden. Sie wird unterteilt in bestehende Jazzfestivals, die über einen oder mehrere Tage hintereinander stattfinden, Jazz-Veranstaltungsreihen, die über einen längeren Zeitraum durchgeführt werden, und ehemalige Jazzfestivals. 

## Jazzfestivals
| Festival                                    | seit      | Land        | Ort | Monat             | Nachweis |
| ------------------------------------------- | --------- | ----------- | --- | ----------------- | -------- |
| Internationales Jazzfestival Münster        | 1979      | Deutschland | Münster | Januar            |          |
| Other Jazz Festival                         | 2002      | Schweiz     | Neuenburg                                                                                                  | Februar           |          |
| Neubrandenburger Jazzfrühling               | 1992      | Deutschland | Neubrandenburg                                                                                             | März              |          |
| Internationale Jazzwoche Burghausen         | 1970      | Deutschland | Burghausen                                                                                                 | März              |          |
| Internationale Jazztage Frankenthal         | 2016      | Deutschland | Frankenthal (Pfalz)                                                                                        | März              |          |
| Internationales Jazzfestival Sankt Ingbert  | 1987      | Deutschland | Sankt Ingbert                                                                                              | März              |          |
| JazzArtFestival                             | 2007      | Deutschland | Schwäbisch Hall                                                                                            | März              |          |
| Cully Jazz Festival                         | 1983      | Schweiz     | Cully | April             |          |
| Jazzahead                                   | 2006      | Deutschland | Bremen | April             |          |
| Freiberger Jazztage                         | 1972      | Deutschland | Freiberg                                                                                                   | April             |          |
| Jazztage Ilmenau                            | 1972      | Deutschland | Ilmenau | April             |          |
| Internationale Theaterhaus Jazztage         | 1987      | Deutschland | Stuttgart                                                                                                  | April             |          |
| viel jazz                                   | 1996      | Schweiz     | Zug | April             |          |
| Kemptener Jazz Frühling                     | 1983      | Deutschland | Kempten (Allgäu)                                                                                           | April/Mai         |          |
| Jazzfest Gronau                             | 1989      | Deutschland | Gronau (Westf.)                                                                                            | April/Mai         |          |
| Women in Jazz                               | 2006      | Deutschland | Halle (Saale)                                                                                              | April/Mai         |          |
| Xjazz                                       | 2014      | Deutschland | Berlin | Mai               |          |
| Internationales Dixieland Festival Dresden  | 1971      | Deutschland | Dresden | Mai               |          |
| Jazz Festival Munster                       | 1988      | Frankreich  | Munster (Haut-Rhin)                                                                                        | Mai               |          |
| Jazzfest Rottweil                           | 1985      | Deutschland | Rottweil                                                                                                   | Mai               |          |
| Jazztage Görlitz                            | 1996      | Deutschland | Görlitz | Mai/Juni          |          |
| Jazztage Idar-Oberstein                     | 1996      | Deutschland | Idar-Oberstein                                                                                             | Mai/Juni          |          |
| Moers Festival                              | 1972      | Deutschland | Moers | Mai/Juni          |          |
| Elbjazz                                     | 2010      | Deutschland | Hamburg | Mai/Juni          |          |
| INNtöne Jazzfestival                        | 1986      | Osterreich  | Diersbach                                                                                                  | Juni              |          |
| Brunner Blues & Jazzfestival                | 2007      | Osterreich  | Brunn am Gebirge                                                                                           | Juni              |          |
| JazzAscona                                  | 1985      | Schweiz     | Ascona | Juni              |          |
| Bingen swingt                               | 1996      | Deutschland | Bingen am Rhein                                                                                            | Juni              |          |
| Düsseldorfer Jazz-Rally                     | 1993      | Deutschland | Düsseldorf                                                                                                 | Juni              |          |
| Swinging Hannover                           | 1967      | Deutschland | Hannover                                                                                                   | Juni              |          |
| Hildener Jazztage                           | 1996      | Deutschland | Hilden | Juni              |          |
| Idstein Jazzfestival                        | 1985      | Deutschland | Idstein | Juni              |          |
| blues’n’jazz (Rapperswil-Jona)              | 1999      | Schweiz     | Rapperswil-Jona SG                                                                                         | Juni              |          |
| Lugano Estival Jazz                         | 1979      | Schweiz     | Lugano | Juni              |          |
| Bayerisches Jazzweekend                     | 1982      | Deutschland | Regensburg                                                                                                 | Juli              |          |
| Eldenaer Jazz Evenings                      | 1981      | Deutschland | Kloster Eldena bei Greifswald                                                                              | Juli              |          |
| JazzBaltica                                 | 1991      | Deutschland | bis 2011 Gut Salzau, 2012–2017 Timmendorfer Strand-Niendorf, seit 2018 Timmendorfer Strand (Neuer Kurpark) | Juni/Juli         |          |
| Münchner Jazz Sommer                        | 1981–2007 | Deutschland | Bayerischer Hof in München                                                                                 | Juli              |          |
| Jazz an der Donau                           | 1987–1997 | Deutschland | Vilshofen                                                                                                  | Juli              |          |
| Rivertone                                   | 2002      | Deutschland | Straubing                                                                                                  | Juli              |          |
| Dürener Jazztage                            | 1961      | Deutschland | Düren | Juli              |          |
| Jazz-Sommer Graz                            | 1998      | Osterreich  | Graz | Juli              |          |
| Blues'n'Jazz Rallye                         | 1994?     | Luxemburg   | Luxemburg                                                                                                  | Juli              |          |
| Montreux Jazz Festival                      | 1967      | Schweiz     | Montreux                                                                                                   | Juli              |          |
| Jazz Parade                                 | 1988–2013 | Schweiz     | Fribourg                                                                                                   | Juli              |          |
| Nickelsdorfer Konfrontationen               | 1980      | Osterreich  | Nickelsdorf                                                                                                | Juli              |          |
| Festival da Jazz                            | 1970      | Schweiz     | St. Moritz                                                                                                 | Juli              |          |
| Südtirol Jazzfestival                       | 1982      | Italien     | Bozen | Juli              |          |
| Jazzopen Stuttgart                          | 2006      | Deutschland | Stuttgart                                                                                                  | Juli              |          |
| Jazz over Villach                           | 1995      | Osterreich  | Villach | Juli              | [ 1 ]    |
| Jazz Fest Wien                              | 1991      | Osterreich  | Wien | Juli              |          |
| JazzFest Kirchberg                          | 2014      | Osterreich  | Kirchberg am Wechsel                                                                                       | August            |          |
| A L'arme! Festival                          | 2012      | Deutschland | Berlin | August            |          |
| Jazz à Mulhouse                             | 1972      | Frankreich  | Mülhausen                                                                                                  | August            |          |
| SummerJazz Pinneberg                        | 1996      | Deutschland | Pinneberg                                                                                                  | August            |          |
| Tucher Blues- & Jazzfestival                | 2007      | Deutschland | Bamberg | August            |          |
| Jazz Night Zug                              | 1992      | Schweiz     | Zug | August            |          |
| Météo                                       | 1983      | Frankreich  | Mülhausen                                                                                                  | August            |          |
| Jazzfestival Saalfelden                     | 1978      | Osterreich  | Saalfelden am Steinernen Meer                                                                              | August            |          |
| Jazz & Joy                                  | 1991      | Deutschland | Worms | August            |          |
| Tübinger Jazz- und Klassiktage              | 1999      | Deutschland | Tübingen                                                                                                   | August            |          |
| Jazz Festival Viersen                       | 1969      | Deutschland | Viersen | September         |          |
| Jazz in Willisau                            | 1975      | Schweiz     | Willisau                                                                                                   | September         |          |
| Leipziger Jazztage                          | 1976      | Deutschland | Leipzig | September/Oktober |          |
| Jazzwerkstatt Peitz                         | 1972/2001 | Deutschland | Peitz | September         |          |
| Village Jazz Festival                       | 2022      | Osterreich  | Stattegg                                                                                                   | September         |          |
| Festival JazzContreBand                     | 1997      | Schweiz     | Genf | Oktober           |          |
| Deutsches Jazzfestival                      | 1953      | Deutschland | Frankfurt am Main                                                                                          | Oktober           |          |
| Mandaujazz Festival                         | 1982      | Deutschland | Zittau | Oktober           |          |
| Jazz am Rhein                               | 1991      | Deutschland | Köln, Bonn, Düsseldorf                                                                                     | Oktober           |          |
| Nancy Jazz Pulsations                       | 1973      | Frankreich  | Nancy | Oktober           |          |
| Salzburger Jazz-Herbst                      | 1996–2013 | Osterreich  | Salzburg                                                                                                   | Oktober           |          |
| Jazz & The City                             | 2000      | Osterreich  | Salzburg                                                                                                   | Oktober           |          |
| MM Jazzfestival                             | 2005      | Osterreich  | St. Pölten                                                                                                 | Oktober           |          |
| Jazzmeile Thüringen                         | 1994      | Deutschland | Weimar, Jena, Ilmenau und weitere Städte                                                                   | Oktober           |          |
| Internationale Sonneberger Jazztage         | 1986      | Deutschland | Sonneberg                                                                                                  | November          |          |
| Tübinger Jazz- und Klassiktage              | 1999      | Deutschland | Tübingen                                                                                                   | Oktober           |          |
| JazzFest Berlin                             | 1964      | Deutschland | Berlin | Oktober/November  |          |
| Enjoy Jazz                                  | 1999      | Deutschland | Rhein-Neckar-Region: Heidelberg, Mannheim und Ludwigshafen am Rhein                                        | Oktober/November  |          |
| Ingolstädter Jazztage                       | 1984      | Deutschland | Ingolstadt                                                                                                 | Oktober/November  |          |
| Aalener Jazzfest                            | 1990      | Deutschland | Aalen | November          |          |
| Jazztage Erding                             | 1979      | Deutschland | Erding | November          |          |
| Jazzdor festival de Jazz de Strasbourg      | 1986      | Frankreich  | Straßburg                                                                                                  | November          |          |
| Leverkusener Jazztage                       | 1980      | Deutschland | Leverkusen                                                                                                 | November          |          |
| Jazzfestival Neuwied                        | 1978      | Deutschland | Neuwied | November          |          |
| Göttinger Jazzfestival                      | 1977      | Deutschland | Göttingen                                                                                                  | November          |          |
| Jazzfestival Würzburg                       | 1985      | Deutschland | Würzburg                                                                                                   | Oktober           |          |
| Dixie- und Swingfestival                    | 2016      | Osterreich  | Weiz | August            | [ 3 ]    |
| just music - Beyond Jazz Festival Wiesbaden | 2005      | Deutschland | Wiesbaden                                                                                                  | Februar           |          |
| Django-Reinhardt-Festival                   | 2001      | Deutschland | Hildesheim                                                                                                 | Juli              |          |
| Akut-Festival                               | 1987      | Deutschland | Mainz | September         |          |
| Jazz-November                               | 2007      | Deutschland | Bayreuth                                                                                                   | November          | [ 4 ]    |
| Pijazzo                                     | 2021      | Deutschland | Bayreuth                                                                                                   | Mai               |          |
| Fill in – International Jazz Festival Saar  | 2023      | Deutschland | Saarbrücken                                                                                                | Juni              |          |

## Jazz-Veranstaltungsreihen
Veranstaltungsreihen, die über einen längeren Zeitraum, also zum Beispiel einmal im Monat, durchgeführt werden.
- Palatia jazz
- Augsburger Jazzsommer
- Köpenicker Blues und Jazz Festival
- Jazzfrühschoppen beim Homburger Musiksommer